# Hansenius spinosus
Hansenius spinosus är en spindeldjursart som beskrevs av Chamberlin 1949. Hansenius spinosus ingår i släktet Hansenius och familjen tvåögonklokrypare. Inga underarter finns listade i Catalogue of Life.